# 藍色起源NS-16
藍色起源NS-16（英語：Blue Origin NS-16）是由藍色起源運營的亞軌道太空飛行任務，於2021年7月20日發射升空。這次任務是該公司的新雪帕德火箭和航天器的第16次飛行，也是首次載人飛行。它把美國億萬富翁和藍色起源創始人貝佐斯、他的兄弟馬克、飛行員和水星13號候選人沃利·馮克和荷蘭學生奧利弗·戴門送上了太空。此次飛行從藍色起源位於德克薩斯州西部的亞軌道發射場發射，乘坐新雪帕德火箭助推器NS4和航天器RSS First Step的第三次飛行，它們都曾在今年早些時候使用於NS-14和NS-15飛行。
NS-16是美國德克薩斯州的第一次載人航天飛行。在這次飛行中，18歲和82歲的Daemen和Funk分別成為了太空旅行中最年輕和最年長的人。

## 乘客
此次飛行共有四名乘客。
| 岗位   | 太空人                   | 太空人                   |
| ------ | ------------------------ | ------------------------ |
| 遊客   | 傑佛瑞·貝佐斯 第一次飞行 | 傑佛瑞·貝佐斯 第一次飞行 |
| 指揮官 | 馬克·貝佐斯 第一次飞行   | 馬克·貝佐斯 第一次飞行   |
| 遊客   | 沃利·馮克 第一次飞行     | 沃利·馮克 第一次飞行     |
| 遊客   | 奧利弗·戴門 第一次飞行   | 奧利弗·戴門 第一次飞行   |